# 797
Năm 797 là một năm trong lịch Julius.